# Antepipona villiersi
Antepipona villiersi är en stekelart som beskrevs av Giordani Soika 1963. Antepipona villiersi ingår i släktet Antepipona och familjen Eumenidae. Inga underarter finns listade i Catalogue of Life.